# PAN Parks
PAN Parks Foundation var en ikke-statslig organisation, der havde til formål at beskytte Europas vildmarker. Navnet „PAN“ er en forkortelse af  Protected Area Network. Fondet indgav konkurs i maj 2014 i Holland, men blev nægtet status af retten og er i øjeblikket i likvidation.

## Detaljer
PAN Parks Foundation blev grundlagt i 1998 af WWF Verdensnaturfonden og det hollandske rejseselskab Molecaten, med det formål at skabe nationalparker i Europa efter modellen fra Yellowstone og Yosemite Nationalparkerne i Nordamerika. Organisationen har til formål at skabe et netværk af europæiske vildmarksområder, hvor vildmark og turistfaciliteter af høj kvalitet er afbalanceret med miljøbeskyttelse og bæredygtig lokal udvikling. Det forsøger man at opnå gennem en proces med revision og verifikation, der gør det muligt at certificere parker ejet af partnere, som opfylder særlige standarder, kombineret med politisk lobbyisme på både lokalt og europæisk plan.

## Liste over PAN-certificerede parker
1. Centralbalkan Nationalpark, Bulgarien
2. Fulufjället Nationalpark, Sverige
3. Majella Nationalpark, Italien
4. Oulanka Nationalpark, Finland
5. Paanajärvi Nationalpark, Rusland
6. Retezat Nationalpark, Rumænien
7. Rila Nationalpark, Bulgarien
8. Borjomi-Kharagauli Nationalpark, Georgien
9. Southwestern Archipelago National Park, Finland
10. Peneda-Gerês Nationalpark, Portugal
11. Soomaa Nationalpark, Estland
12. Dzūkija Nationalpark, Litauen
13. Kürebjergene Nationalpark, Tyrkiet [5]